# Arroyo de la Luz
Arroyo de la Luz là một đô thị trong tỉnh Cáceres, Extremadura, Tây Ban Nha. Theo điều tra dân số 2005 (INE), đô thị này có dân số là 6607 người.

## Biến động dân số
| 1900 | 1910 | 1920 | 1930 | 1940  | 1950  | 1960 | 1970 | 1981 | 1991 | 1996 | 1999 | 2005 | 2007 |
| 7094 | 7697 | 8402 | 9617 | 10265 | 10424 | 9781 | 8130 | 6419 | 6513 | 6645 | 6569 | 6607 | 6477 |

39°29′B 6°34′T / 39,483°B 6,567°T